# Strada Statale 14 della Venezia Giulia

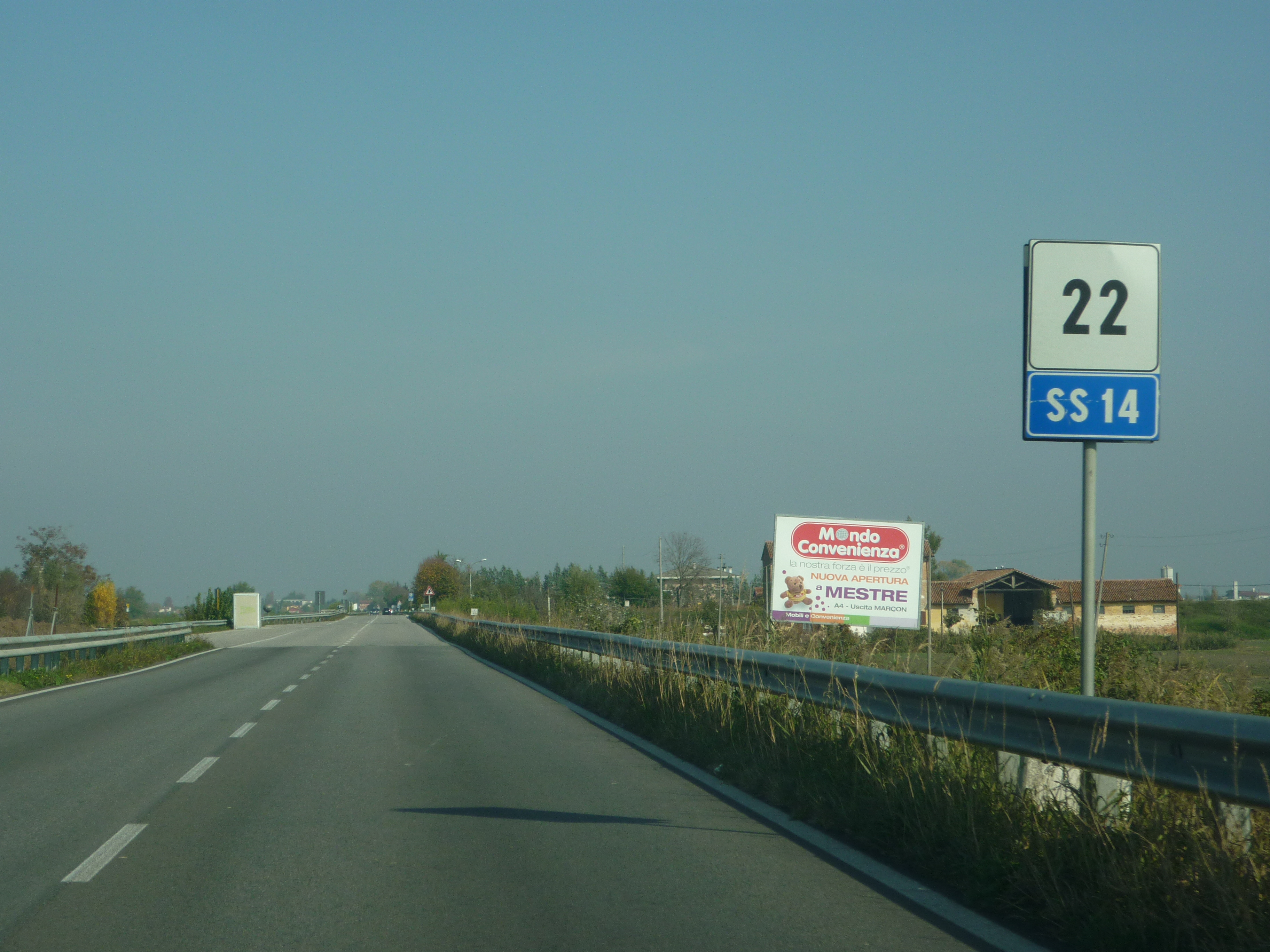
Die SS 14 bei Kilometer 22 in Venetien

Die Strada Statale 14 della Venezia Giulia (Abkürzung: SS 14) ist eine italienische Staatsstraße in Norditalien mit überregionaler Bedeutung, die von Venedig bis nach Triest in der Nähe des Adriatischen Meeres verläuft und bei San Dorligo della Valle die slowenische Grenze erreicht. Hier ist sie an das slowenische Schnellstraßennetz angebunden. Sie ist 167 km lang und führt durch die beiden italienischen Regionen Venetien und Friaul-Julisch Venetien. 

## Geschichtliches
Bis zum Ende des Zweiten Weltkriegs führte die SS 14 von Triest aus weiter in die Hafenstadt Fiume im heutigen Kroatien. In der Zwischenkriegszeit war Fiume zuerst ein unabhängiger Freistaat und gehörte dann zu Italien. Vor der Eröffnung des Autobahnabschnitts Venedig-Triest der italienischen A 4 war die SS 14 die wichtigste Verkehrsader in diesem Gebiet. Sie wird auch heute noch im Veneto „Triestina“ genannt, obwohl dieser Beiname offiziell der Strada Statale 202 Triestina gegeben wurde.

## Verlauf
Die SS 14 beginnt in Venedig und führt gerade entlang der Lagune von Venedig bis nach Musile di Piave, wo sie Richtung Norden abbiegt und dann San Donà di Piave erreicht. Anschließend führt sie über Ceggia und San Stino di Livenza leicht nordöstlich nach Portogruaro,  wo sie durch die Stadt führt. Deshalb wird derzeit die Umfahrung von Portogruaro gebaut, um den Stau zu verringern.

Nach Portogruaro führt sie gerade und unbebaut bis zum Tagliamento, wo sie die Straße aus Bibione aufnimmt und führt dann bei einer großen Brücke über den Tagliamento nach Latisana. Am Ortsende trifft sie auf die SS 354, die nach Lignano führt. 

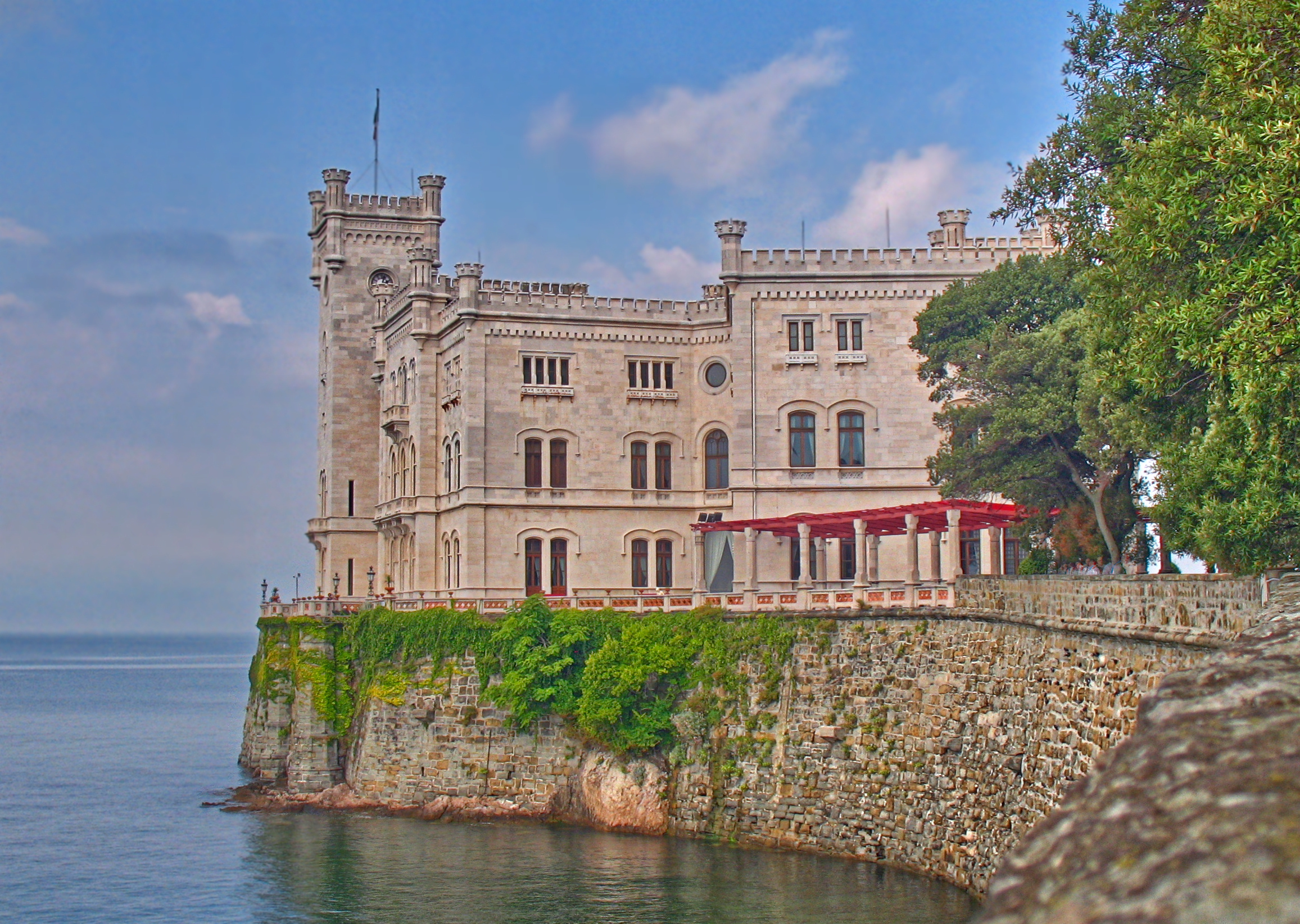
Schloss Miramare

Die weiteren Orte bis Monfalcone sind Pallazolo della Stella, San Giorgio di Nogaro, Cervignano  und San Canzian d’Isonzo, wobei die Straße eben zuerst leicht nordöstlich und dann leicht südöstlich führt.
Bei Monfalcone erreicht die Straße das Karstgebirge und läuft dann als Strada Costiera Trieste direkt an der Triestiner Riviera entlang an folgenden Orten vorbei: Sistiana, Duino und Grignano. Diese Straße ist bekannt für ihre wunderschönen  Ausblicke, wie auf das Schloss Miramare oder die Duineser Schlösser. Im Karst verläuft sie durch eine Reihe von zur Zeit der österreichisch-ungarischen Monarchie errichteten Felstunnel. 
Anschließend führt die Strecke durch Triest und danach zur slowenischen Grenze, wo sie weitergeführt wird als H5. 2007 und 2008 wurde an die slowenische Schnellstraße die italienische angebunden.